# Sergi Bruguera
Sergi Bruguera (n. 16 ianuarie 1971, Barcelona, Catalonia, Spania) este un jucător de tenis spaniol, medaliat olimpic. A participat la 2 ediții ale Jocurilor Olimpice (1992, 1996) în care a câștigat o medalie de argint.